# Omar Catarí
Omar Catarí Peraza  (Barquisimeto, 25 de abril de 1964) es un boxeador venezolano. Se destacó al obtener la Medalla de Bronce en los  Juegos Olímpicos Los Ángeles 1984 en la modalidad de peso pluma, en su división (57 kg).

## Trayectoria
Catarí nació en el pueblo Río Claro a 30 minutos de la Ciudad de Barquisimeto, desde muy temprana edad se destacó con la selección crepuscular del Estado Lara para más tarde con la selección nacional de Venezuela y con tan solo 20 años de edad nos representaría en el Boxeo en los Juegos Olímpicos de Los Ángeles 1984 y de la cual obtuvo uno de sus más destacados logros que fue la obtención de la Medalla de Bronce en las Olimpiadas de los Ángeles en 84, que se convirtió en la cuarta Medalla de Bronce para Venezuela en las Olimpiadas después de la actuación de Asnoldo Devonish, Enrico Forcella y Rafael Vidal.
Además fue campeón de la  Asociación Mundial de Boxeo(AMB) en el año de 1992 y campeón nacional en varias oportunidades.
Catarí se convirtió en toda una referencia y un ídolo para jóvenes pugilistas de Venezuela y Latinoamérica.

## Resultados olímpicos
- 1984

Obtuvo el 3.er Lugar al vencer a Said (Argelia) RSC 2; Satoru Higashi (Japón) 4-1; Parque Hyung-Ok (Corea del Sur) 4-1 y caer derrotado en semifinales contra Meldrick Taylor (Estados Unidos) 0-5
- 1988

Obtuvo el 9.º Lugar al vencer a Moussa Kagambega (Burkina Faso) KO 1 y caer en tercera ronda ante Abdelhak Achik (Marruecos) KO 1